# Henri François Maurille de Boulard
Pour les articles homonymes, voir Boulard.
Henri François Maurille de Boulard, né le 25 novembre 1746 à Paris, et mort le 29 novembre 1793 à La Rochelle, est un général de brigade de la Révolution française.

## Sous l'Ancien Régime
Soldat sous l'Ancien Régime, il entre dans l'armée à l'âge de seize ans. En 1775, il est promu capitaine.

## Sous la Révolution
En 1791, il est nommé colonel, commandant le 60e régiment d'infanterie. Après trente années de service, le 21 mars 1793, Henri François Boulard est promu provisoirement général de brigade par les députés de la Convention, Joseph Niou et Narcisse Trullard. Il est envoyé en Basse-Vendée pour y assurer la défense. Au début de la guerre de Vendée il est nommé à la tête de la colonne des Sables-d'Olonne (qui n'est pas une des colonnes infernales). 
Le 7 avril, Boulard partit des Sables à la tête de 3 500 hommes d'infanterie et 200 hommes de cavalerie. Cette division ne comptait en troupes de ligne que 52 hommes du 60e régiment, 350 du 110e et 102 du 4e de la marine ; elle avait de plus 2 bataillons de volontaires de Bordeaux.
Le général en forma deux colonnes à peu près de même force, laissant le commandement de celle de gauche au colonel Esprit Baudry d'Asson, et marchant à la tête de celle de droite, celle-ci se dirigea sur la Mothe-Achard, et l'autre sur Vairé. La marche de la colonne de droite fut retardée au pont de la Grassière situé à Saint-Mathurin, que les Vendéens avaient
coupé. Un bataillon fut envoyé avec 30 hommes à cheval, sur la colline en avant du pont, pour observer l'ennemi et couvrir les travailleurs. Vers les deux heures après midi, l'ennemi parut, marchant sur 3 colonnes, sous le commandement de Jean-Baptiste Joly. Le bataillon d'avant-garde fut pris d'épouvante, et se redéploya précipitamment sans défendre le terrain. L'ennemi, profitant de cette retraite subite, vint se jeter dans les retranchements qu'il avait pratiqués à la tête du pont, détruisit les ouvrages commencés, et paraissait vouloir tourner la colonne républicaine. Boulard fit marcher le 1er bataillon de Bordeaux sur la droite, pour tourner la gauche de l'ennemi; en même temps, la compagnie de grenadiers du 2e bataillon et 4 compagnies de fusiliers marchèrent droit aux retranchements la baïonnette en avant, et en débusquèrent l'ennemi qui fut poursuivi jusque sur la hauteur occupée d'abord par le bataillon d'avant-garde. L'ennemi étant en fuite, on reprit les travaux du pont sur lequel l'artillerie et les bagages purent passer. La colonne prit position et bivouaqua près de la Mothe-Achard, où elle entra le lendemain sans résistance.

La seconde colonne avait trouvé l'ennemi retranché à La Grève, sur la rive droite de l'Auzance. Le colonel Baudry fit attaquer, la canonnade fut longue et la fusillade assez vive : la nuit fit cesser le feu. L'ennemi quitta ses retranchements à la faveur des ténèbres et se retira. À la pointe du jour, le poste étant évacué, la colonne se rendit le 8 à l'Aiguillon-sur-Mer.
Le 15 mai 1793, il participe à la bataille de Palluau.
Épuisé et souffrant de tumeurs hémorroïdales, Boulard est évacué sur La Rochelle dans un chariot d'ambulance. Le général Jean Quirin de Mieszkowski prend le commandement de ses troupes. Henri de Boulard meurt à La Rochelle le 29 novembre.